# Théâtre Le Ranelagh
Pour les articles homonymes, voir Ranelagh.
Le théâtre Le Ranelagh est un théâtre situé 5 rue des Vignes (16e arrondissement de Paris). Construit en 1894, il s'agit d'un salon de musique privé jusqu'en 1931, date à laquelle il devient un cinéma, avant d'être reconverti en théâtre en 1985.

## Accès
Situé près de la Maison de la Radio, il est desservi par les stations de RER C Avenue du Président-Kennedy et Boulainvilliers ainsi que par la ligne du métro 9 à la station La Muette.

## Histoire

### Du salon de musique de l'Ancien Régime à celui de la propriété Mors
En 1755, sous le règne de Louis XV, le fermier général Alexandre Jean Joseph Le Riche de La Popelinière fait construire dans son domaine de Boulainvilliers un théâtre privé à l'extrémité de l'allée de son château. Mécène éclairé, il rassemble autour de lui tout un cénacle d'artistes et d'intellectuels, parmi lesquels figurent de grands noms, tels que Voltaire, Quentin de La Tour, Van Loo, Stamitz, Rameau, etc.
La Révolution laisse intact le château et le parc de Passy, mais en 1815, les jardins de la propriété sont dévastés par les Anglais. M. Cabal, notaire, revend le domaine en 1826 à des spéculateurs, qui tracent à la place du domaine un nouveau quartier appelé « Boulainvilliers ». De ce terrain fragmenté en parcelles, le constructeur automobile Louis Mors acquiert une large partie sur laquelle il fait construire, en 1894, un hôtel particulier ainsi qu'un salon de musique, à l'emplacement de celui de La Pouplinière. Ce passionné de musique favorise l'émergence des esthétiques musicales de la deuxième moitié du XIXe siècle et du début du XXe en programmant des artistes comme Georges Bizet, Claude Terrasse, Richard Wagner, etc. Le salon de musique en chêne sculpté de style néo-Renaissance flamande, œuvre d'Alban Chambon, est inauguré le 14 mai 1895 par le chef d'orchestre Monsieur Maton, avec l'opéra comique en un acte de Casimir Girard, L'Épreuve suisse,. Camille Chevillard, ancien directeur de l'orchestre Lamoureux, avec un orchestre de 80 musiciens, y aurait interprété pour la première fois en France L'Or du Rhin de Wagner. Sur le fronton de la porte donnant accès à la salle, Mors fait inscrire en latin la maxime « Mihi amicisque meis » (qui existe encore de nos jours), indiquant la destination des récitals qu'il y organise en présence de Claude Debussy, tout en y présentant sa collection d'instruments de musique anciens.

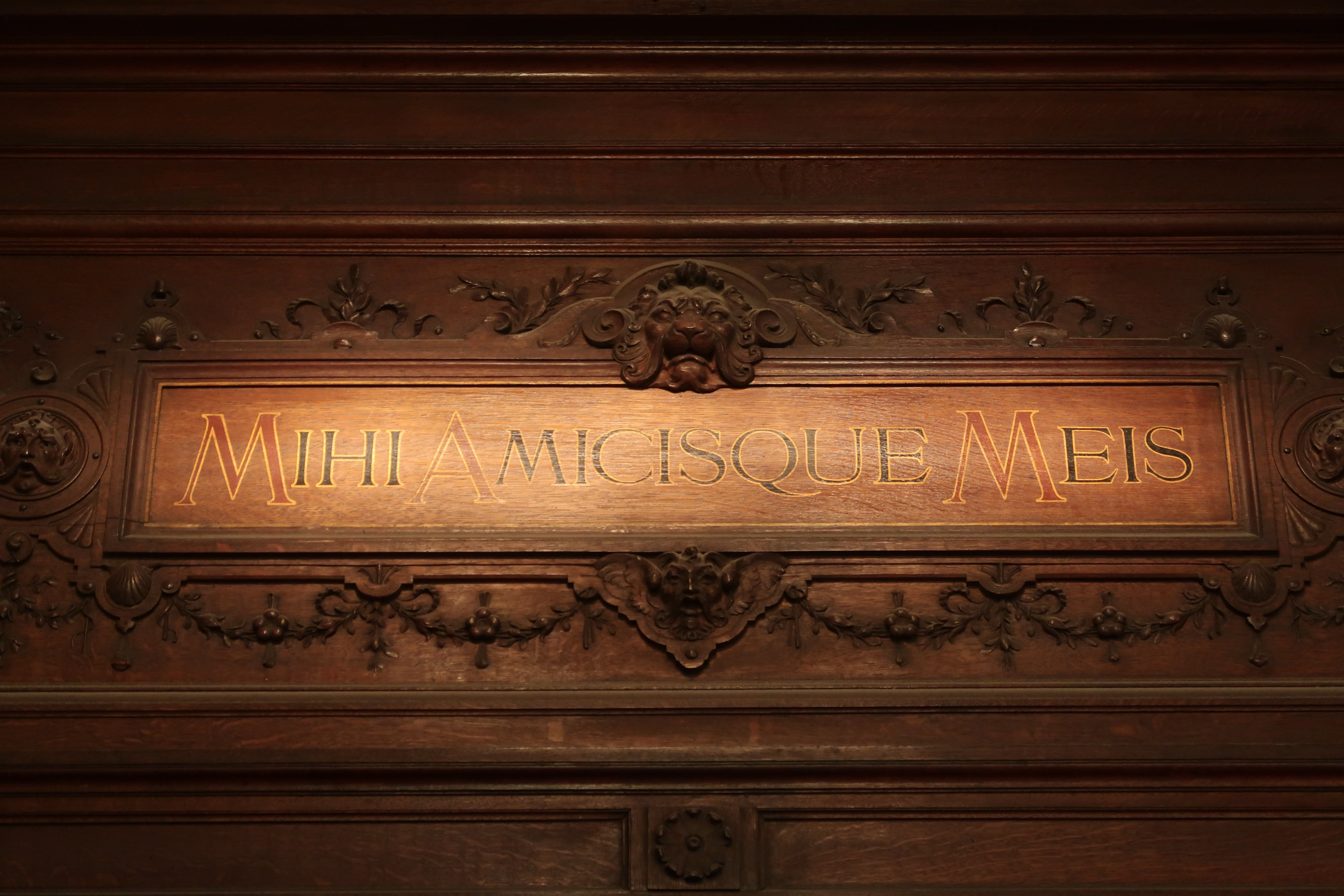
Inscription en latin : « Mihi amicisque meis ».

### De la salle de cinéma au théâtre

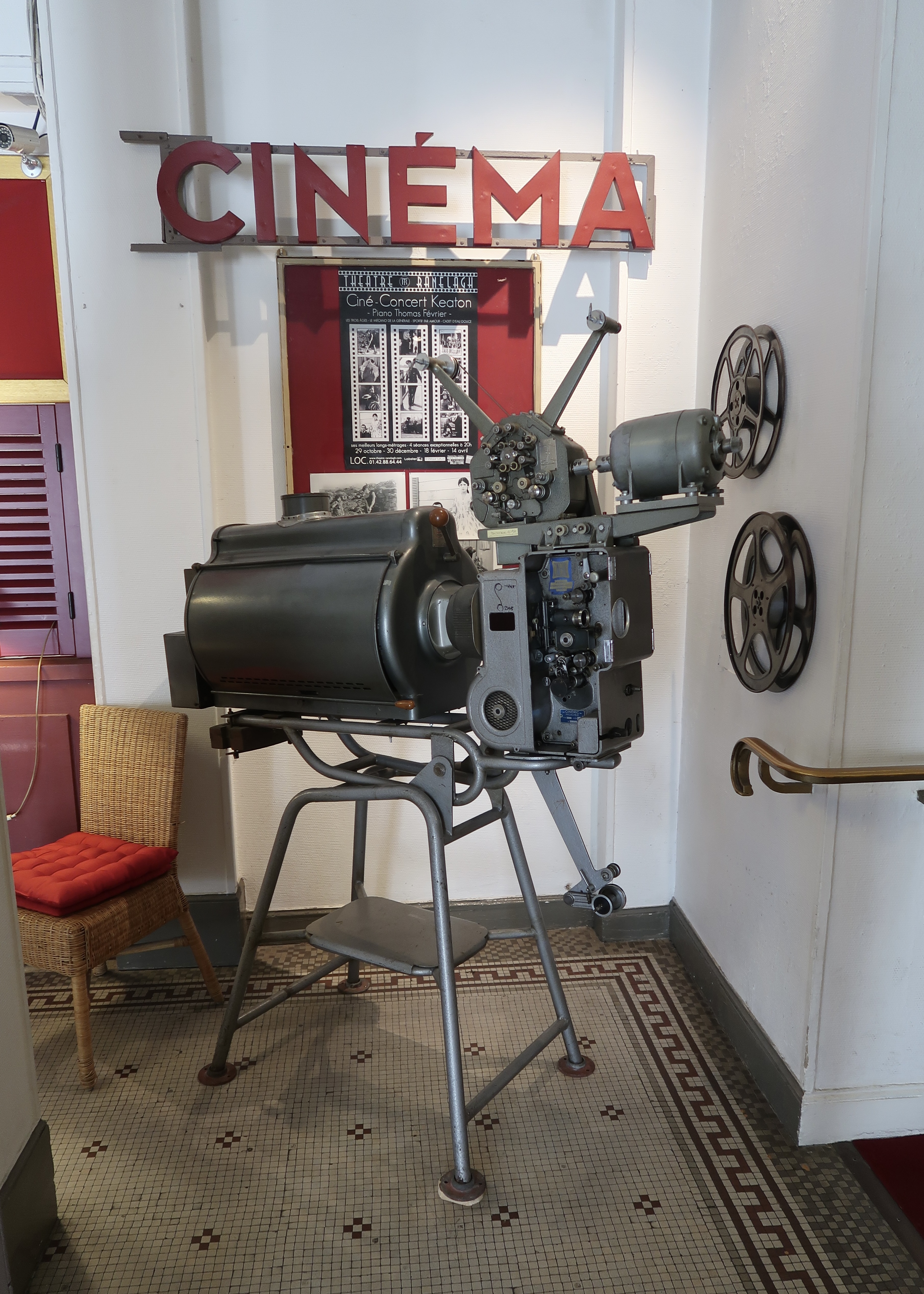
Matériel ancien.

L'hôtel particulier est par la suite détruit, seule subsistant la salle de musique. En 1931, l'édifice, transformé, devient une salle de cinéma, dirigée par Charles Saint Pouloff, qui gérait jusque là une autre salle dans le 16e arrondissement, et l'acteur Jean Galland. De 1957 au milieu des années 1970, sous la direction du peintre surréaliste Henri Ginet, ancien élève de Fernand Léger et d'André Lhote, Le Ranelagh rejoint le réseau de l'Association française des cinémas d'art et d'essai (AFCAE). La salle est fréquentée par des personnalités comme Gérard Philipe, Marcel Carné, Arletty, Martine Carol ou encore Vladimir Cosma. Dans les espaces attenant au cinéma, Henri Ginet ouvre une galerie de peinture où s'organisent régulièrement des expositions internationales d'art contemporain. C'est l'occasion pour lui de présenter de jeunes artistes alors émergents comme Christian Boltanski, qui y présente en mai 1968 sa première exposition personnelle, La vie impossible de C. B.. Les deux fils d'Henri Ginet reprennent le cinéma-théâtre après son décès. Sous leur direction, Brigitte Fontaine, Jacques Higelin, Vinicius de Moraes, Jean-Roger Caussimon, Rufus, Pierre Barouh ou encore Au Bonheur des dames sont à l'affiche. Une grande kermesse écologique s'y tint durant plusieurs semaines (affiche de Wolinski). De 1974 à 1986, la direction du Ranelagh est assurée par Claude Condroyer et Micheline Daguinot. 

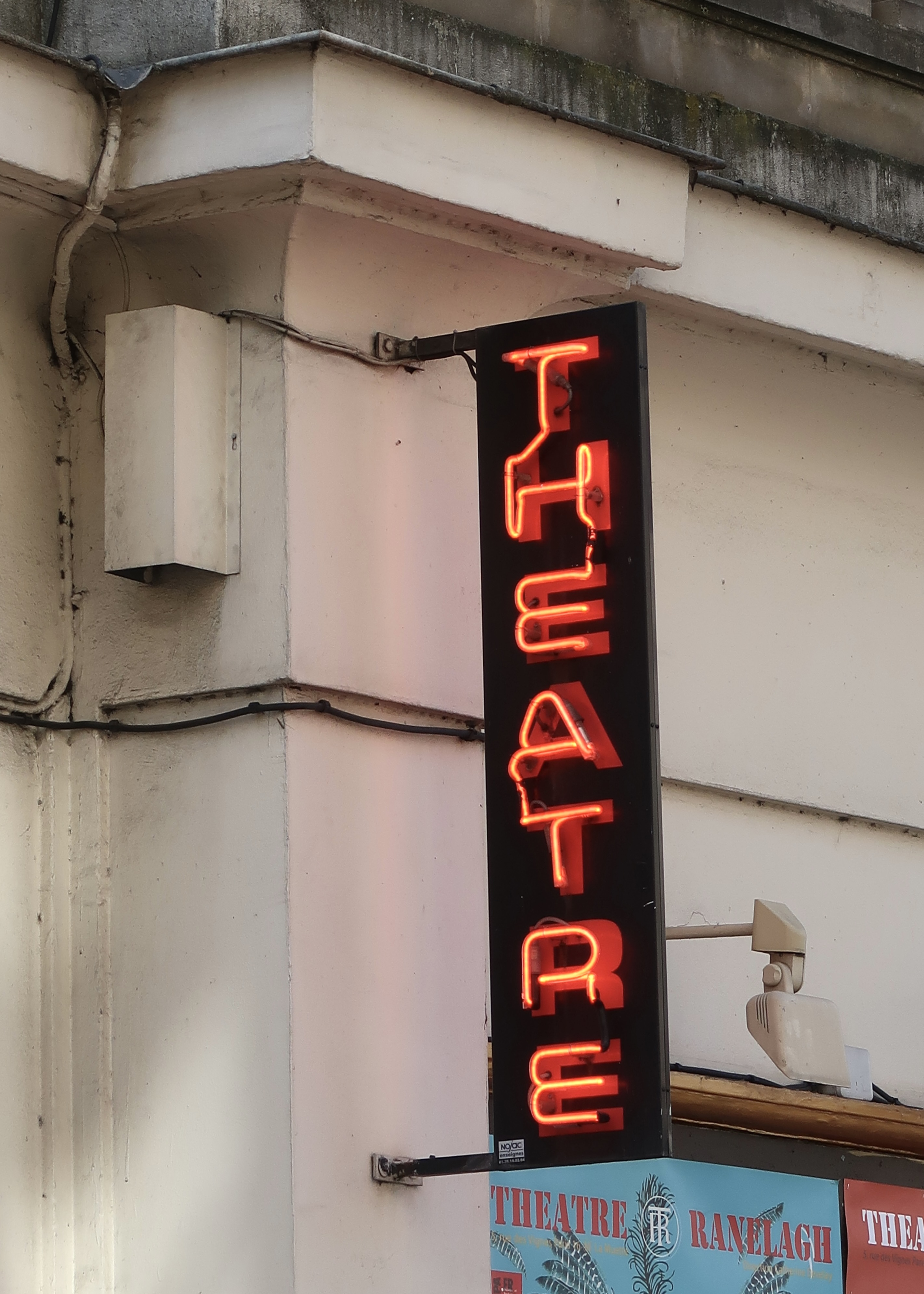
Enseigne.

En 1979 y est jouée la pièce La Cantate à trois voix de Paul Claudel, par Jean-Pierre Dusséaux. En 1985, l'ancien cinéma est définitivement reconverti en théâtre. Madona Bouglione dirige le théâtre à partir de l'année suivante, et ce pendant une vingtaine d'années. Elle y développe des programmations musicales et d'autres, éclectiques, mêlant théâtre, cinéma, musique et cirque (le film Les Enfants du paradis y est projeté le week-end pendant plusieurs années au cours de la décennie 1980). Sa programmation permet de faire découvrir une nouvelle génération de clowns : Buffo, le Théâtre Licedei (avec Slava Polounine), Marc Favreau et son personnage Sol, les Macloma, Bob Berky, Gardi Hutter, Bolek Polivka et Philippe Avron. Cette programmation, appelée L'année de tous les clowns, a fait l'objet d'une vidéo éditée en 1991 chez Warner Home Video.
Lors de la direction artistique de Madona Bouglione, Philippe Avron y interprète la trilogie Je suis un saumon, Le Fantôme de Shakespeare et Rire Fragile du 15 septembre au 2 janvier 2005. 
Depuis 2005, Catherine Develay assure la direction ; des artistes et musiciens lui sont fidèles : Nicolas Vaude, Stéphanie Tesson, Pascal Amoyel, Thomas le Douarec, Vincent Caire, Jean-Philippe Daguerre, Charlotte Matzneff ou encore les Cinq de Cœur. Disposant de 300 places et membre de l'Association pour le soutien du théâtre privé (ASTP), le théâtre a reçu plus de 92 000 spectateurs durant la saison 2018-2019.
La salle et son décor ont été inscrits aux monuments historiques par un arrêté du 6 octobre 1977. En bois, doté d'un plafond à caissons, il s'agit de l'un des rares théâtres à la française de la capitale. Deux films panoramiques du théâtre sont visibles sur son site officiel.

## Galerie

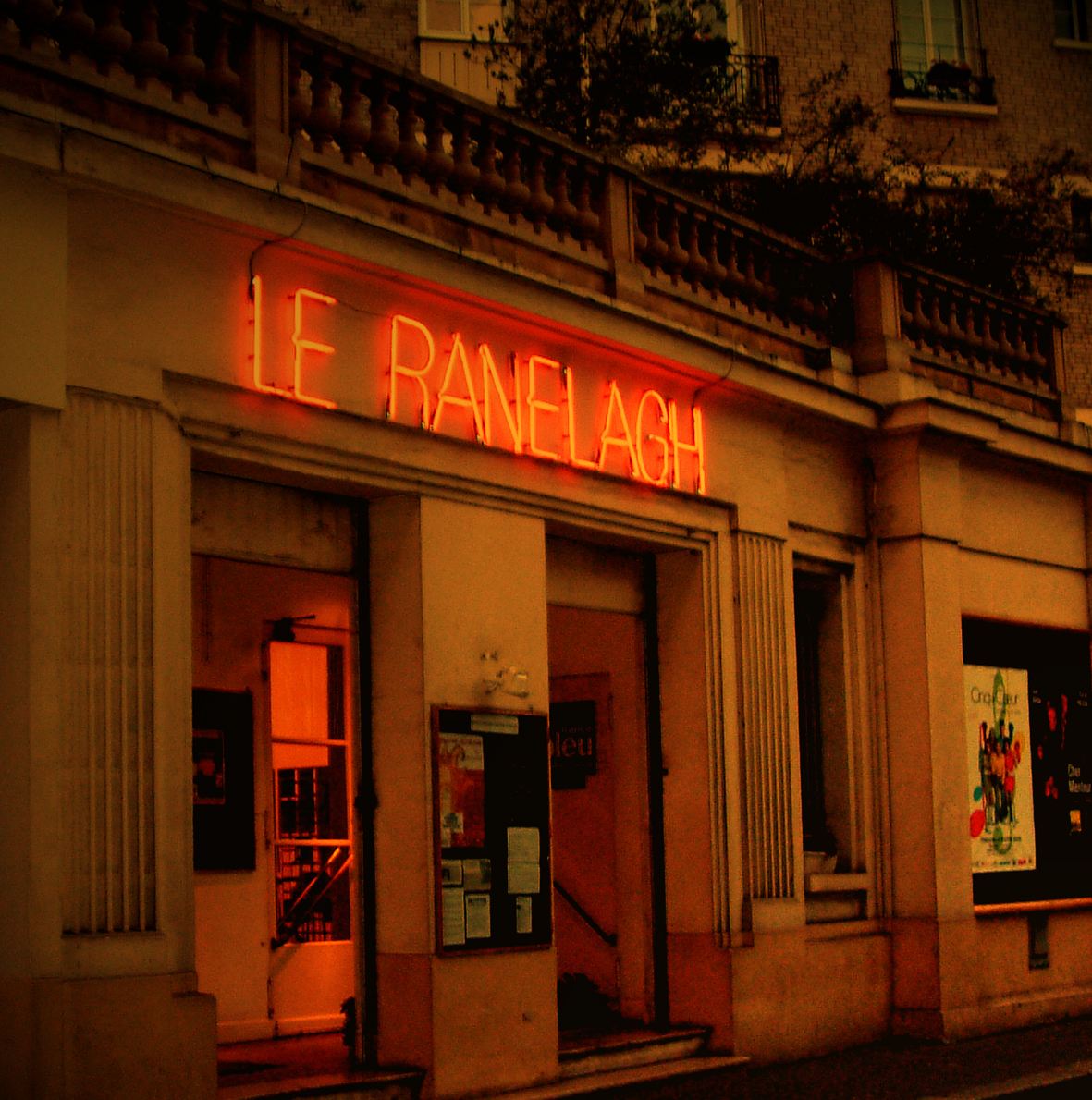
Façade, de nuit.
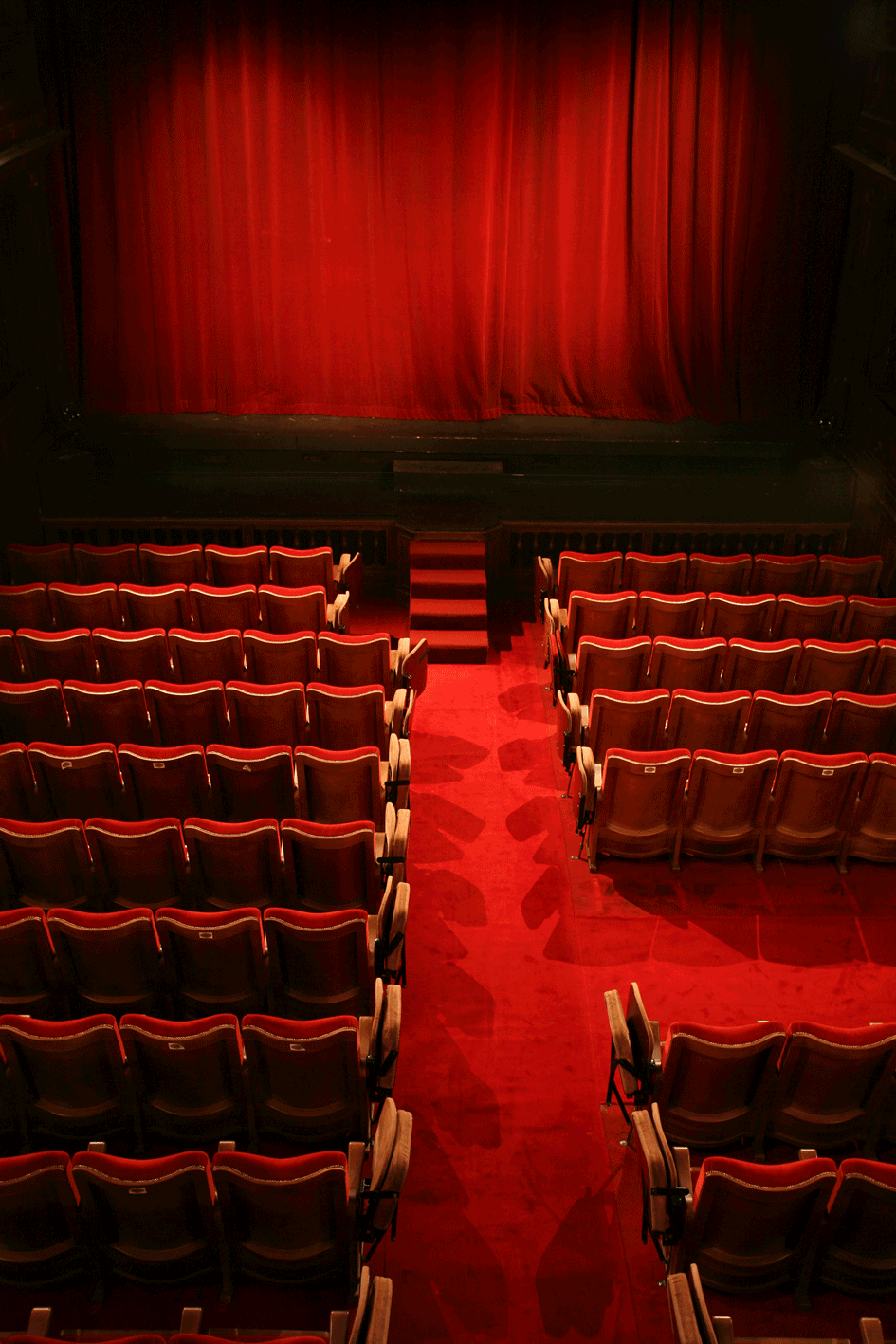
Salle.
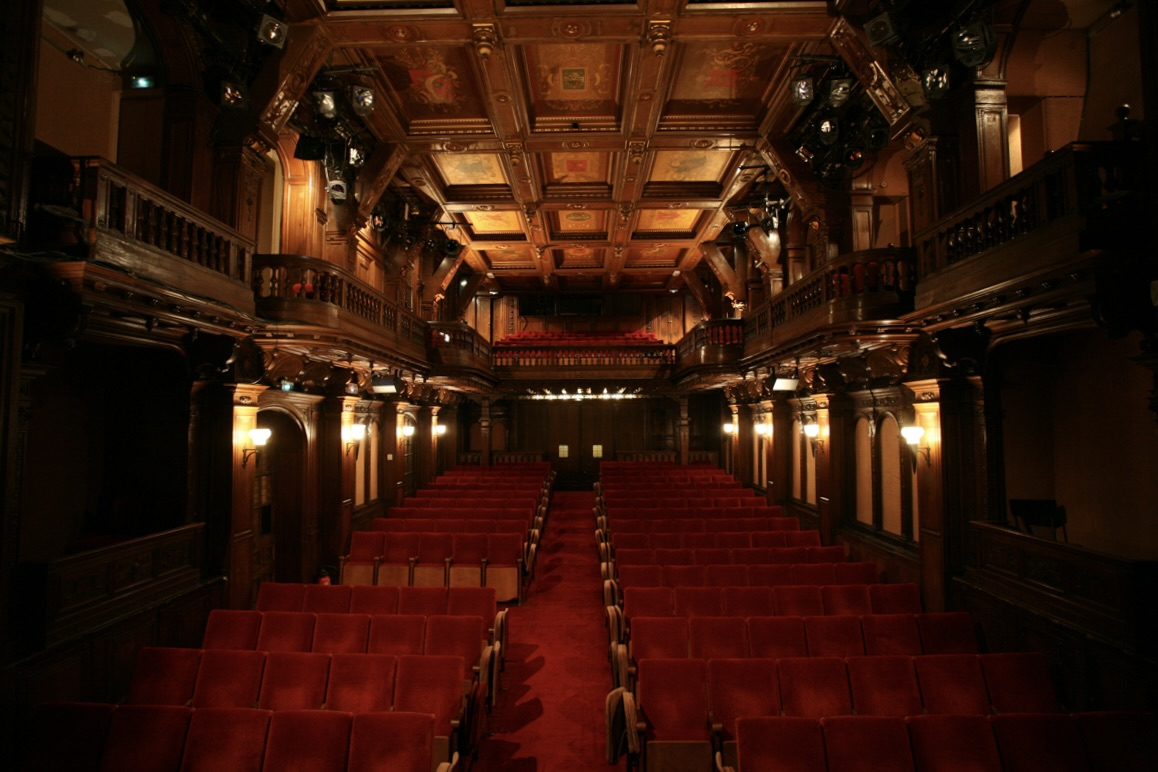
Salle.
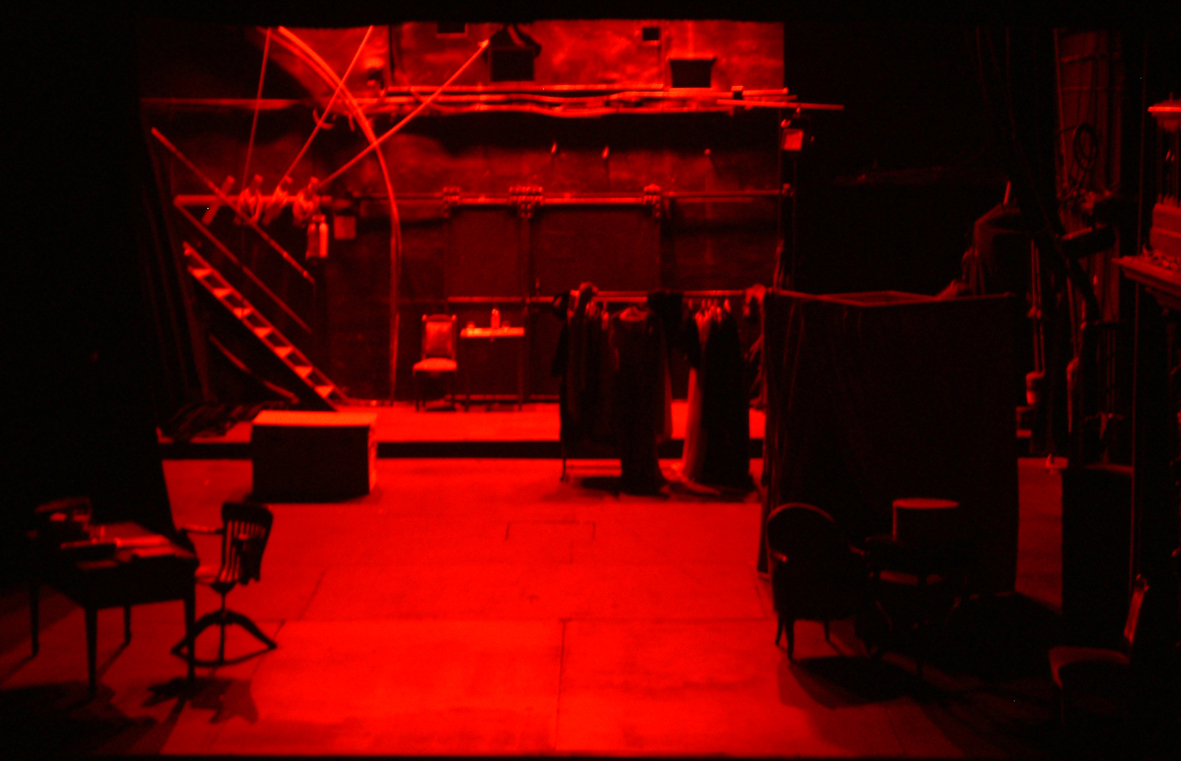
Scène.
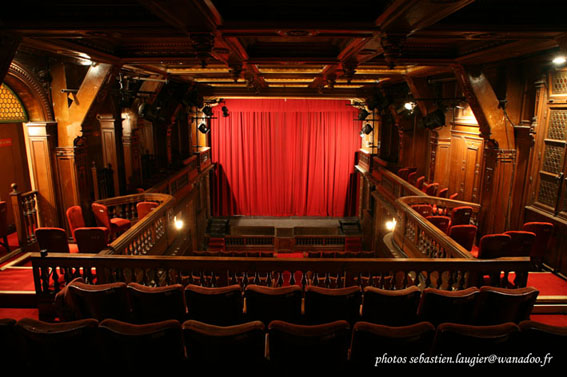
Scène vue du balcon.
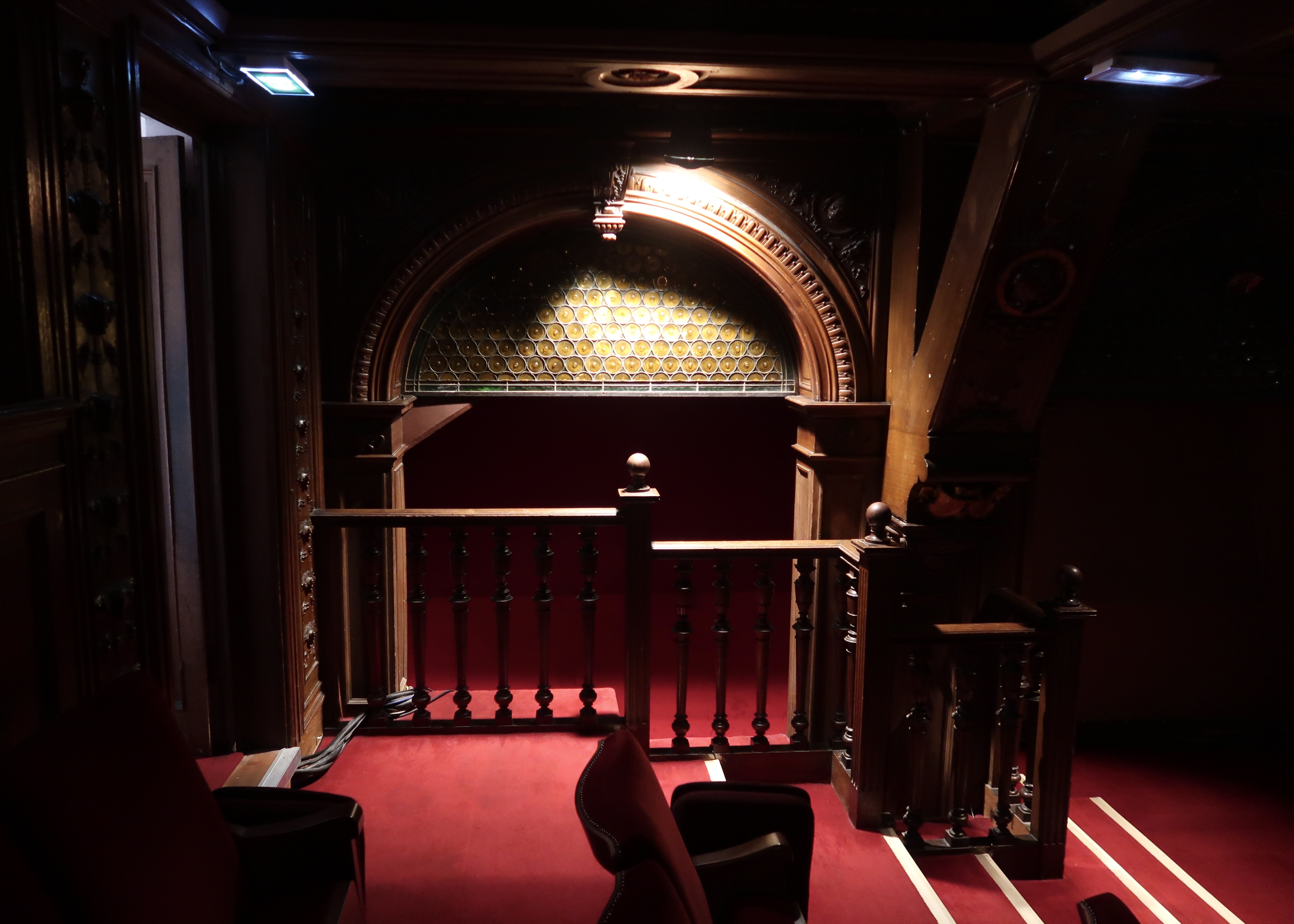
Détail de la salle.
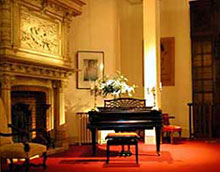
Foyer.
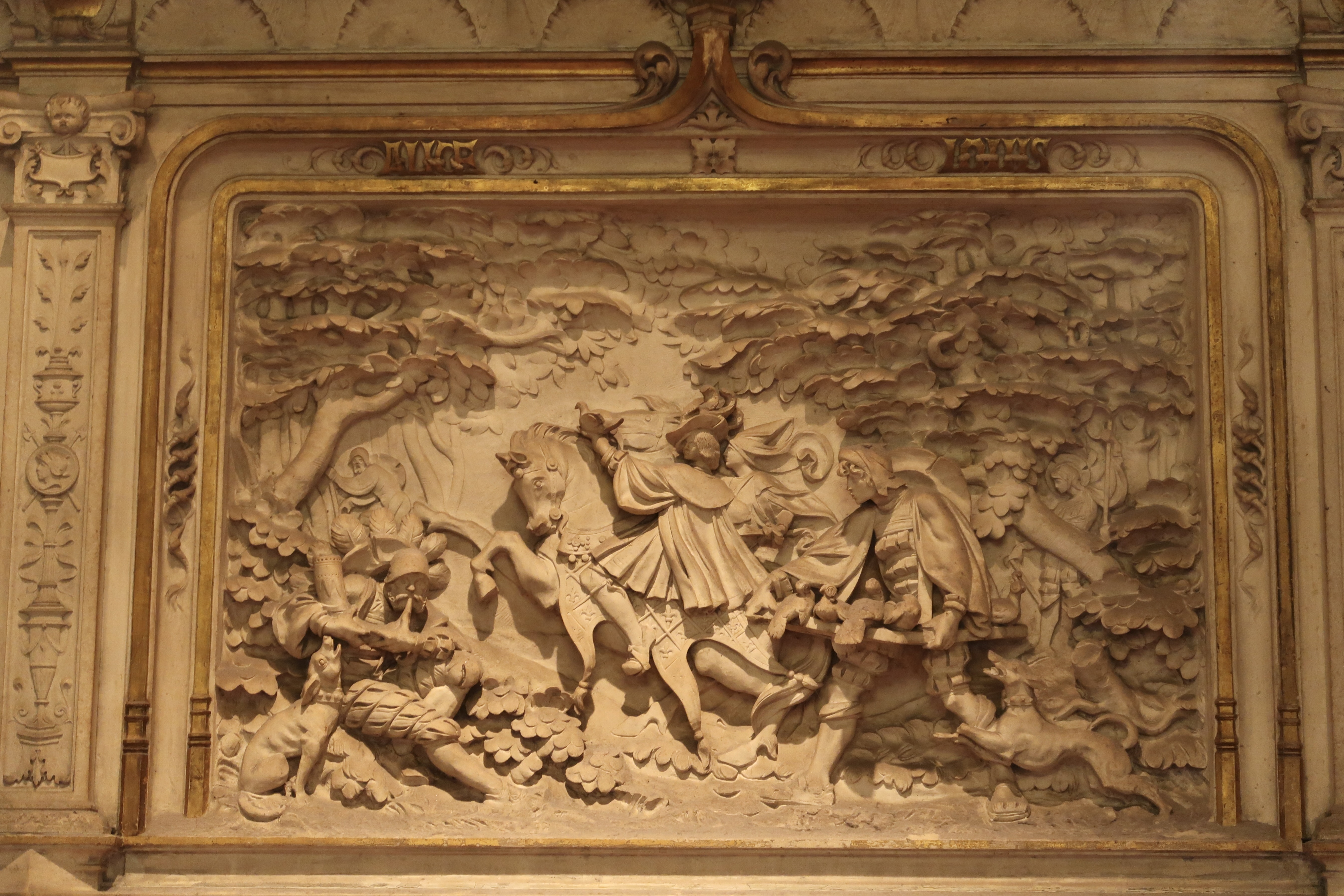
Relief de la cheminée du foyer.
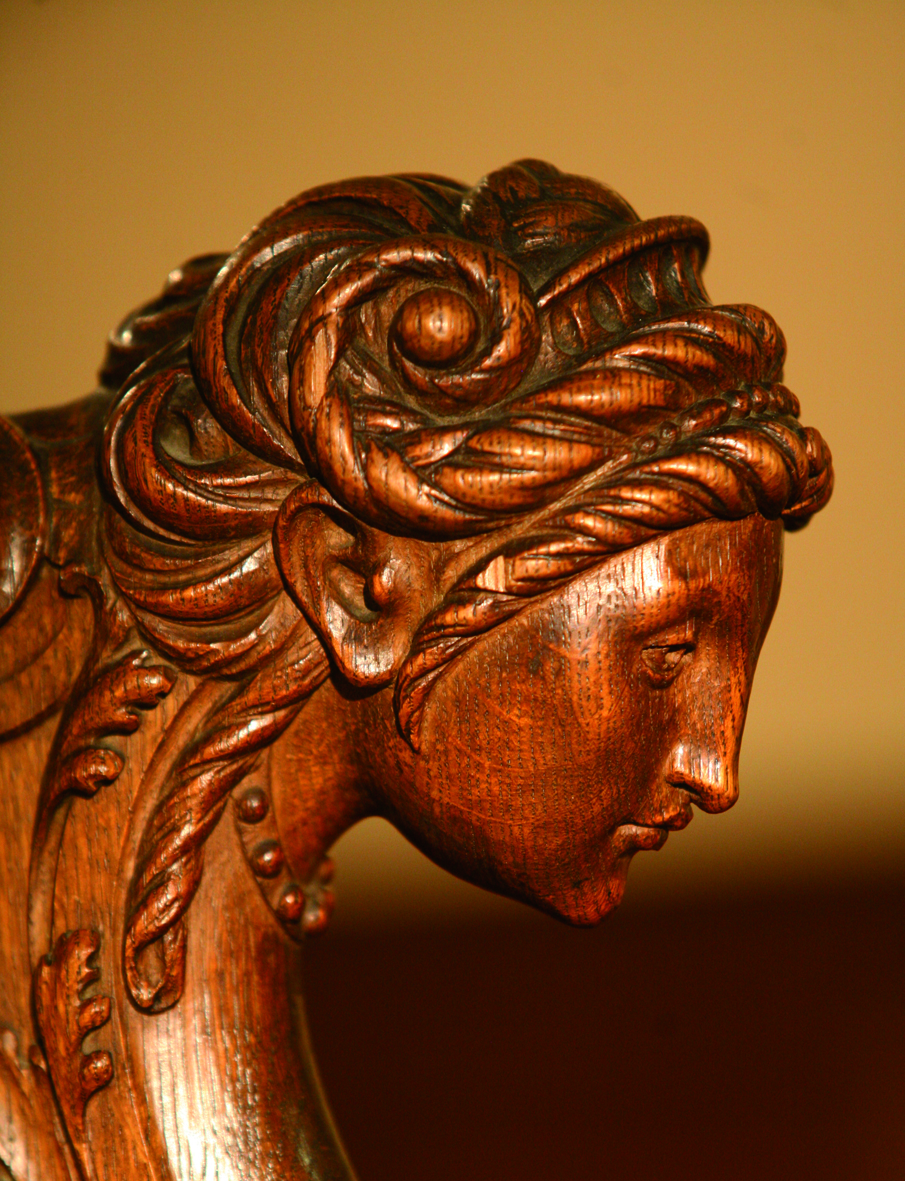
Sculpture en bois.